# Минаков, Василий Иванович
Васи́лий Ива́нович Минако́в (7 февраля 1921, Терская губерния, РСФСР — 8 октября 2016, Санкт-Петербург, Россия) — советский военно-морской лётчик, участник Великой Отечественной войны, Герой Советского Союза (5.11.1944). Генерал-майор авиации (18.08.1958).

## Биография
Родился 7 февраля 1921 года в посёлке Илларионовском Пятигорского уезда Терской губернии (ныне город Минеральные Воды Ставропольского края) в семье железнодорожника. После окончания 9 классов средней школы № 111 в Минеральных Водах занимался в минераловодском филиале пятигорского аэроклуба. Член ВЛКСМ с 1938 года.

### Военная служба
В ноябре 1938 года был призван на службу в ряды Рабоче-Крестьянского Красного Флота. В декабре 1940 года окончил Ейское военно-морское авиационное училище им. И. В. Сталина. Для прохождения дальнейшей службы направлен в ВВС Тихоокеанского флота, где с марта 1941 года служил на должности пилота, с мая — младшего лётчика, а с января 1942 года — лётчика 4-го минно-торпедного авиаполка 29-й авиационной бригады. Полк базировался на аэродроме Романовка в Приморском крае.
В марте 1942 года зачислен в 36-й минно-торпедный авиационный полк ВВС Северного флота командиром звена, но на фронт не попал, выполнял неоднократные задания по перегону самолётов с авиационного завода в Комсомольске-на-Амуре на фронт. А в июне 1942 года был направлен на Черноморский флот, где В. Минаков воевал с 1 июля 1942 года командиром звена 36-го минно-торпедного авиаполка 63-й авиационной бригады ВВС флота. Участвовал в Сталинградской битве, когда полк был переключен на нанесение бомбовых ударов в поддержку войск Южного и Северо-Кавказского фронтов, затем участвовал в битве за Кавказ.
В октябре 1942 года назначен в 5-й гвардейский минно-торпедный авиационный полк, причём с понижением в должности до лётчика. Но в июне 1943 года вновь стал командиром звена, в мае 1944 года — заместителем командира эскадрильи. Пилотировал бомбардировщик Ил-4. Принимал участие в обороне Кавказа, освобождении Крыма, Украины, Румынии и Болгарии. В 1943 году вступил в ВКП(б).
К октябрю 1944 года гвардии старший лейтенант В. И. Минакова совершил 182 боевых вылета, из них 71 ночной. Бомбовыми и торпедными атаками он потопил 13 транспортов немецких военно-морских сил (в том числе 7 — лично) общим водоизмещением 36500 тонн, 5 сухогрузных судов, 7 быстроходных десантных барж, 4 сторожевых катера, 1 тральщик, 1 буксир. Только в ходе Крымской наступательной операции с 18 апреля по 15 мая 1944 года им было потоплено 3 немецкие баржи и 5 иных плавсредств. Одним из наибольших достижений боевого лётчика при освобождении Крыма стало потопление 10 мая 1944 года в составе группы немецкого транспорта «Тея» водоизмещением 2773 тонны; на его борту находилось 3500 вражеских солдат и офицеров, эвакуируемых из Севастополя. Кроме того, им было уничтожено 4 склада боеприпасов, 4 железнодорожных станции и переправа через Дон. Сбил 4 самолёта Люфтваффе в воздушных боях. За эти подвиги был представлен к званию Героя.
Указом Президиума Верховного Совета СССР от 5 ноября 1944 года за мужество и героизм, проявленные при освобождении Крыма от немецко-фашистских захватчиков, гвардии старшему лейтенанту Василию Ивановичу Минакову присвоено звание Героя Советского Союза с вручением ордена Ленина и медали «Золотая Звезда».
Всего за время войны В. И. Минаковым совершено 206 боевых вылетов, из которых 108 пришлось на бомбовые удары по различным морским и сухопутным целям, 31 на торпедные атаки, 28 на воздушную разведку, 28 на минные постановки, 7 на выброску грузов для партизан, 3 на десантирование разведчиков, 1 на прикрытие кораблей.

### Послевоенные годы
Ещё в январе 1945 года молодой, но опытный лётчик был направлен на учёбу на Высшие авиационные курсы ВВС ВМФ в Моздоке, которые окончил уже после Победы, в июле 1945-го. Вернувшись в свой 5-й гвардейский минно-торпедный авиаполк, В. И. Минаков стал заместителем командира эскадрильи. В мае 1946 года переведён на 8-й ВМФ командиром эскадрильи 68-го минно-торпедного авиаполка 19-й минно-торпедной авиадивизии, в декабре 1947 года стал помощником командира этого полка, а с июля по декабрь 1949 года являлся заместителем командира полка по лётной подготовке.
В 1950—1952 годах В. И. Минаков обучался в Военно-морской академии имени К. Е. Ворошилова, после чего назначен командиром 52-го гвардейского минно-торпедного авиаполка 89-й минно-торпедной авиадивизии Военно-воздушных сил 5-го флота на Тихом океане.
В декабре 1955 года вернулся на Балтику в должности командира 128-й гвардейской минно-торпедной авиадивизии ВВС флота. 18 февраля 1958 года В. И. Минакову было присвоено звание генерал-майор авиации. В августе 1959 года вновь убыл на учёбу в академию.
После окончания в 1961 году Военной академии Генерального штаба Вооружённых сил СССР в июле этого года назначен начальником штаба — первым заместителем командующего ВВС Северного флота. В 1960-х годах несколько лет провёл в Объединённой Арабской Республике, где помогал в организации египетской военно-морской авиации.
В феврале 1971 года В. И. Минаков назначен начальником филиала 30-го ЦНИИ авиации и космонавтики в Ленинграде, где он руководил разработкой авиационной техники, в частности 5 типов самолётов и 7 типов вертолётов. В 1974 году ему присуждена учёная степень кандидата военно-морских наук; имел учёное звание доцента. Уволен в запас в октябре 1985 года.
Проживал в Выборгском районе Санкт-Петербурга. Активно участвовал в общественной и ветеранской работе, был заместителем председателя Президиума Совета Героев Советского Союза, Героев Российской Федерации и полных кавалеров ордена Славы Санкт-Петербурга и Ленинградской области. Умер 8 октября 2016 года на 96-м году жизни. Похоронен на Никольском кладбище.

## Литературная деятельность
В 2004 году стал лауреатом литературной премии имени маршала Л. А. Говорова за книгу «Балтийские соколы»
Василий Иванович Минаков является автором 18 книг, посвящённых военно-морским лётчикам, в том числе:
- Фронт до самого неба. Записки морского лётчика. — М.: Изд-во ДОСААФ, 1977. — 208 с.
- Под крылом — Цемесская бухта. — Краснодар: Книжное издательство, 1979. — 147 с.
- Командиры крылатых линкоров. Записки морского лётчика. — М.: Изд-во ДОСААФ, 1981. — 384 с.
- Гневное небо Тавриды. — М.: Изд-во ДОСААФ, 1985. — 352 с.
- Торпедоносцы атакуют. — Л., Лениздат, 1988. — 317 с.[8]
- О вас, боевые друзья-северяне. — Мурманск: Кн. изд-во,1989. — 190 с.
- Сквозь огненное небо. Из очерковых записок морского военного лётчика-тихоокеанца. — Хабаровск: Кн. изд-во, 1989. — 175 с.
- На крыльях морской авиации. — Ставрополь: Кн. изд-во, 1990. — 252 с.
- Балтийские соколы. Записки морского лётчика. — СПб: Политехника, 1995. — 422 с.
- Дорога в небо через моря и океаны. — СПб.: Политехника, 1996. — 309 с.
- То крылом волны касаясь…: Записки морского лётчика. — СПб.: Александр Принт, 1997. — 405 с.
- Автографы над морями трёх океанов. Записки морского лётчика. — СПб: Политехника, 1998. — 422 с.
- Мужество черноморских соколов. — СПб.: Политехника, 2000. — 406 с.
- Полёт к неизведанному. — СПб.: Политехника, 2001. — 459 с.[9]
- Герои Черноморского неба. Записки морского лётчика. — СПб: Геликон Плюс, 2002. — 720 с.
- Воздушные миноносцы // Военно-исторический журнал. — 1987. — № 12. — С.57-60.

## Награды
- Герой Советского Союза (05.11.1944);
- орден Ленина (05.11.1944);
- орден Октябрьской Революции (1981);
- три ордена Красного Знамени (29.11.1942, 20.11.1943, 1965);
- орден Александра Невского (29.04.1944);
- два ордена Отечественной войны I степени (13.05.1944, 11.03.1985);
- два ордена Красной Звезды;
- орден «За службу Родине в Вооружённых Силах СССР» III степени (1980);
- медаль Жукова (Российская Федерация, 1995);
- медаль «За боевые заслуги» (20.06.1949);
- медаль «За оборону Кавказа»;
- другие медали СССР;
- именное оружие (1971);
- орден «Красное Знамя» (Народная Республика Болгария, 22.01.1985);
- Медаль «25 лет освобождения Румынии» (Социалистическая Республика Румыния, 1969);
- Медаль «30 лет Болгарской народной армии» (НРБ, 14.09.1974);
- Медаль «40 лет Победы над гитлеровским фашизмом» (НРБ, 16.05.1985);
- Литературная премия Законодательного собрания Санкт-Петербурга имени маршала Л. А. Говорова[10].

## Память
- На Аллее Героев города Минеральные Воды установлена стела с барельефом Героя Советского Союза В. И. Минакова (1975)[11].
- В средней школе № 463 Выборгского района Санкт-Петербурга открыт общественный музей имени Героя Советского Союза В. И. Минакова[12].
- Почётный гражданин города Минеральные Воды[13].